# Internationale Verleger-Union
Die Union Internationale des Éditeurs (UIE), englisch International Publishers Association (IPA), deutsch Internationale Verleger-Union wurde im Jahr 1896 in Paris gegründet, um die Interessen von Buch-, Musik- und Zeitschriftenverlegern zu vertreten. Sie setzt sich insbesondere für den Schutz von Autoren- und Urheberrechten sowie für die Pressefreiheit ein. 
Der Dachverband, der 76 nationale, regionale oder spezialisierte Verlagsverbände aus 65 Ländern vereint, ist eine nichtstaatliche Organisation mit konsultativem Status bei den Vereinten Nationen.  Bis 1962 war der Sitz der Organisation in Zürich, der heutige Sitz ist Genf. Seit 2005 vergibt die UIE den Freedom to Publish Prize an Personen, die sich besonders um die Freiheit des geschriebenen Wortes verdient gemacht haben. 2016 wurde der Preis in Prix Voltaire umbenannt.

## Präsidenten
- 1936–1936 und 1946–1954 Stanley Unwin (1956–1968 Ehrenpräsident)
- 1962–1966 Santiago Salvat Espasa
- 1980–1984 Manuel Salvat Dalmau
- 1988–1992 Andrew Neilly
- 1992–1996 Fernando Guedes
- 1996–2000 Alan Gründ
- 2000–2004 Pere Vicens
- 2004–2008 Ana Maria Cabanellas
- 2009–2010 Herman P. Spruijt
- 2011–2014 Youngsuk „Y.S.“ Chi
- 2015–2017 Richard Charkin
- 2017–2019 Michiel Kolman
- 2019–2021 Hugo Setzer
- 2021–2023 Bodour Al Qasimi